# Xilinx
 (juin 2015).
Si vous disposez d'ouvrages ou d'articles de référence ou si vous connaissez des sites web de qualité traitant du thème abordé ici, merci de compléter l'article en donnant les références utiles à sa vérifiabilité et en les liant à la section « Notes et références ».

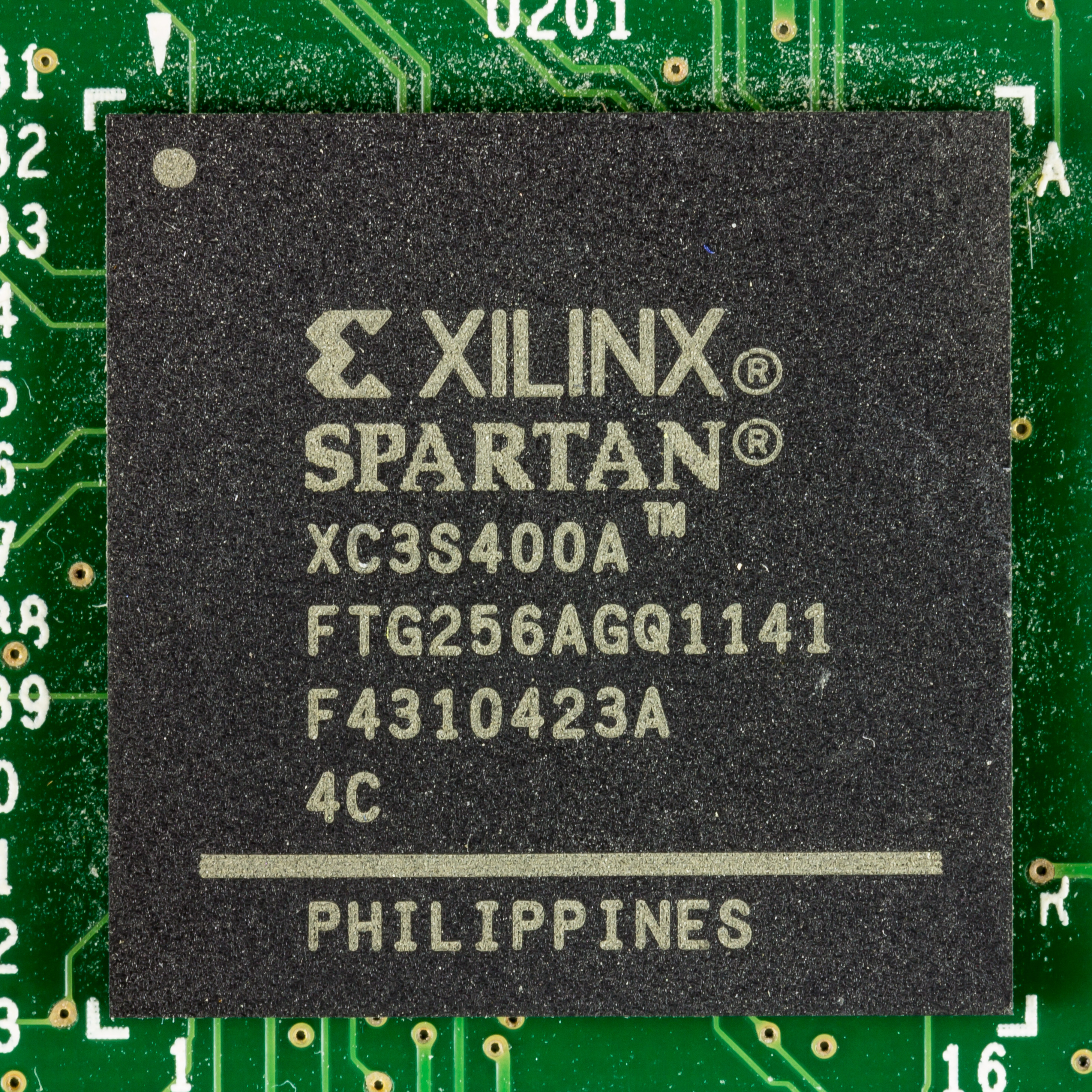
FPGA Xilinx Spartan-3 (référence XC3S400) contenant 400000 portes logiques

Xilinx (nom complet Xilinx, Inc.) est une entreprise américaine de semi-conducteurs.
Inventeur du FPGA, Xilinx fait partie des plus grandes entreprises spécialisées dans le développement et la commercialisation de composants logiques programmables, et des services associés tels que les logiciels de CAO électroniques, blocs de propriété intellectuelle réutilisables et formation.
Le 27 octobre 2020, AMD annonce son intention de racheter Xilinx.
Le 15 Février 2022 AMD officialise l'acquisition de XILINX.

## Historique

### Fondation
Xilinx a été fondée en 1984 par trois anciens employés de Zilog : Ross Freeman ; Bernie Vonderschmitt et Jim Barnett, dont le plan d'entreprise se résumait à la commercialisation de composants électroniques basé sur un concept alors nouveau : celui de la logique programmable.
Bien que située dans la Silicon Valley, la société a choisi de ne pas investir dans sa propre fonderie, mais au contraire de confier l'étape de fabrication de ses composants à des partenaires. Ce modèle de fonctionnement, appelé fabless, s'est largement démocratisé depuis.

### Développement
La société a commercialisé son premier produit en 1985, le FPGA XC2064. Deux ans plus tard, elle ouvrait des bureaux de vente en Europe et au Japon. En 1990, Xilinx est introduite en bourse au NASDAQ, et réalise en 2000 un chiffre d'affaires dépassant le milliard de dollars.

#### Acquisitions
Au cours de son développement, Xilinx a racheté différentes sociétés :
- 10 avril 1995 : NeoCAD [5]
- 14 décembre 1998 : Minc [6]
- 6 juillet 2000 : Integral Design [7]
- 10 juillet 2000 : LavaLogic (division de TSI TelSys Corp.) [8]
- 21 septembre 2000 : Veriphia [9],[10]
- 3 octobre 2000 : RocketChips [11]
- 2 novembre 2000 : Visual Software Solutions [10]
- 8 mars 2004 : Triscend [12]
- 7 juin 2004 : Hier Design [10]
- 13 janvier 2006 : AccelChip [10]
- 30 janvier 2011 : AutoESL [13]
- 7 mars 2011 : Omiino [12]
- 9 mai 2011 : Modelware [12]
- 17 mai 2011 : Sarance Technologies [12]
- 28 août 2012 : PetaLogix [14]
- 17 septembre 2012 : Modesat communications [12]
- 1er octobre 2016 : Auviz Systems [15]
- 17 juillet 2018 : DeePhi Tech [16]

## Implantation
En 2007, la société possède des centres et des bureaux dans 20 pays.

## Produits

### Composants logiques programmables
L'offre commerciale de Xilinx est découpée en plusieurs gammes :
- FPGA avec les plus hautes performances (entrées/sorties, calcul, mémoire, ...): gamme Virtex
- FPGA hautes performances: gamme Kintex
- FPGA pour la fabrication en grande série : gamme Spartan et Artix
- CPLD : gammes XC9500 et Coolrunner (abandonnées).
- ACAP ( Adaptive Compute Acceleration Platform): pour le machine learning et le traitement de signal

#### FPGA hautes performances
Ce type de FPGA est ciblé pour des applications à forte valeur ajoutée :
- Réseaux et télécommunications (routage de dorsale, stations de base cellulaires, ...)
- Vidéo-numérique (effets visuels, encodage, etc.)
- Traitement numérique du signal
- Émulation d'ASIC
- Modulation / Démodulation implémentée de manière logicielle (Software Defined Radio)

Classement de la gamme Virtex par ordre chronologique :
- Virtex : annoncé en novembre 1998
- Virtex-II : annoncé le 15 janvier 2001
- Virtex-II Pro : annoncé le 4 mars 2002
- Virtex-4 : annoncé le 13 septembre 2004
- Virtex-5 : annoncé le 15 mai 2006
- Virtex-6 : annoncé le 2 février 2009
- Virtex-7 : annoncé en 2010
- Virtex-UltraScale
- Virtex-UltraScale+

La première génération des Virtex a introduit l'intégration de mémoire double-port DPRAM et de boucles à verrouillage de délai (DLL) directement au sein de la matrice du FPGA.
Les générations suivantes ont apporté, en plus d'une augmentation des performances et des capacités logiques, des multiplieurs dédiés (codés « en dur » dans la matrice du FPGA), puis un processeur PowerPC et des transceivers série multi-gigabit (permettant de supporter directement le Gigabit Ethernet, et plus récemment le PCI-Express ainsi que le Serial ATA). Les multiplieurs dédiés sont ensuite devenus des blocs DSP dédiés à part entière.
| Nom complet        | Introduction | Référence            | Caractéristiques           | Nouveautés introduites      | Transceivers                | PowerPC | Remarques                                                                |
| ------------------ | ------------ | -------------------- | -------------------------- | --------------------------- | --------------------------- | ------- | ------------------------------------------------------------------------ |
| Virtex             | 1998         | XCVxxxx-             | 220 nm ; 5 couches ; 2,5 V | DLL et DPRAM                | Non                         | Non     | Modèle basé sur le XC4000                                                |
| Virtex-E           | 1999         | XCVxxx0E-            | 180 nm ; 6 couches; 1,8 V  | Support du LVDS             | Non                         | Non     |                                                                          |
| Virtex-E EM        | 2000         | XCV405E- et XCV812E- | 180 nm ; 6 couches ; 1,8 V | Quantité de DPRAM en hausse | Non                         | Non     |                                                                          |
| Virtex-II          | 2001         | XC2Vxxxx-            | 150 nm ; 8 couches ; 1,5 V | Multiplieurs câblés         | Non                         | Non     |                                                                          |
| Virtex-II Pro      | 2002         | XC2VPxxx-            | 130 nm ; 9 couches ; 1,5 V | Transceivers ; PowerPC      | 3.125 Gbit/s                | Oui     |                                                                          |
| Virtex-II Pro X    | 2003         | XC2VPXxx-            | 130 nm ; 9 couches ; 1,5 V | Transceivers 10 Gbit/s      | 4.25+ Gbit/s                | Oui     | Production arrêtée; Transceivers susceptibles aux variations PVT         |
| Virtex-4 LX        | 2004         | XC4VLXxxx-           | 90 nm ; 11 couches ; 1,2 V | Blocs DSP câblés            | Non                         | Non     | Plus de ressources logiques que le Virtex-4 SX                           |
| Virtex-4 SX        | 2004         | XC4VSXxx-            | 90 nm ; 11 couches ; 1,2 V | Blocs DSP câblés            | Non                         | Non     | Plus de blocs DSP que le Virtex-4 LX                                     |
| Virtex-4 FX        | 2004         | XC4VFXxx-            | 90 nm ; 11 couches ; 1,2 V | Blocs DSP câblés            | 6.125 Gbit/s                | Oui     | Transceivers susceptibles aux variations PVT                             |
| Virtex-5 LX        | 2006         | XC5VLXxxx-           | 65 nm ; 12 couches ; 1,0 V | LUT à 6 entrées             | Non                         | Non     | Plus de ressources logiques que le Virtex-5 SXT                          |
| Virtex-5 LXT       | 2007         | XC5VLXTxxx-          | 65 nm ; 12 couches ; 1,0 V | LUT à 6 entrées             | 3.125 Gbit/s                | Non     | Plus de ressources logiques que le Virtex-5 SXT                          |
| Virtex-5 SXT       | 2007         | XC5VSXTxxx-          | 65 nm ; 12 couches ; 1,0 V | LUT à 6 entrées             | 3.125 Gbit/s                | Non     | Plus de blocs DSP que les Virtex-5 LX/LXT                                |
| Virtex-5 FXT       | 2008         | XC5VFXTxxx-          | 65 nm ; 12 couches ; 1,0 V | LUT à 6 entrées et GTX      | 6.5 Gbit/s                  | Oui     | Même chose que LXT et incorpore 2 cœurs PowerPC440                       |
| Virtex-5 TXT       | 2008         | XC5VTXTxxx-          | 65 nm ; 12 couches ; 1,0 V | LUT à 6 entrées et GTX      | 6.5 Gbit/s                  | Oui     | Basé sur la déclinaison FXT avec deux fois plus de transceivers GTX      |
| Virtex-6 LX et LXT | 2009         | XC6VLXxxx XC6VLXxxxT | 40 nm                      |                             | 6.5 Gbit/s (LXT uniquement) | Non     |                                                                          |
| Virtex-6 SXT       | 2009         | XC6VSXxxxT           | 40 nm                      |                             | 6.5 Gbit/s                  | Non     | Optimisé pour les applications lourdes en traitement numérique du signal |
| Virtex-7           | 2010         | XC7VxxxT             | 28 nm                      |                             | 13.1 Gbit/s                 |         |                                                                          |
| Virtex UltraScale  |              |                      | 20 nm                      |                             |                             |         |                                                                          |
| Virtex UltraScale+ |              |                      | 16 nm                      |                             |                             |         |                                                                          |

#### FPGA de grande série
| Nom complet  | Introduction     | Référence     | Caractéristiques                | Remarques                                                     |
| ------------ | ---------------- | ------------- | ------------------------------- | ------------------------------------------------------------- |
| Spartan      |                  | XCSxx-        | 5 V                             |                                                               |
| Spartan-XL   | 1998             | XCSxxXL-      | 3,3 V                           |                                                               |
| Spartan-II   | 2000             | XC2Sxxx-      | 2,5 V                           |                                                               |
| Spartan-IIE  | 2000             | XC2SxxxE-     | 1,8 V                           | Basé sur le Virtex-E                                          |
| Spartan-3    | 2003             | XC3Sxxxx-     |                                 | Basé sur le Virtex-II                                         |
| Spartan-3E   |                  |               |                                 |                                                               |
| Spartan-3A   |                  |               |                                 |                                                               |
| Spartan-3AN  |                  |               |                                 | Données de configuration du FPGA conservées dans le composant |
| Spartan-6    | 02 février 2009  | XC6SLXxxx(T)- | 1,2 V, 45nm, 9 couches de métal |                                                               |
| XA Spartan-6 | 02 mars 2010     | XA6SLXxxx(T)- | 1,2 V, 45nm, 9 couches de métal | Automotive-grade FPGAs                                        |
| Spartan-6Q   | 08 novembre 2010 | XQ6SLXxxx(T)- | 1,2 V, 45nm, 9 couches de métal | Defense-grade FPGAs                                           |

#### CPLD
Xilinx propose les gammes XC9500, des circuits logiques programmables complexes, issus des circuits CoolRunner rachetée à Philips Semiconductors en 1999.

### Outils de développement
Xilinx commercialise toute une gamme d'outils de développement pour exploiter ses composants.
Jusqu'en 2012, le design matériel était assuré dans l'outil Xilinx ISE et il y avait un environnement de développement intégré, Xilinx EDK, ciblant les processeurs soft cores (microblaze) et hard cores (PowerPC ou ARM) intégrés au FPGA. Intégrant lui-même deux sous ensembles, XPS pour l'intégration d'IP et SDK pour le développement de programme embarqué en langage C/C++ pour la cible ainsi créée.
Depuis 2012, les composants contenant de plus en plus de cellules logiques, Xilinx propose un nouvel outil de développement matériel: Vivado, ne prenant en charge que les composants depuis la série 7 gravée en 28nm (2010). Depuis, les outils Xilinx ciblent de plus en plus les ingénieurs software en ajoutant de plus en plus de solutions de développement adaptées.
En 2020 voici l'offre logicielle:
- Vivado Design Suite[24]: environnement intégré pour le développement, la simulation et la compilation du code HDL pré et post synthèse. Il prend en charge le développement de plateformes nécessaire aux développement logiciel. Vivado intègre un environnement de développement graphique: IP Integrator.
- Vitis[25]: Environnement de développement unifié pour Xilinx Zynq, MPSoC, RFSoC, et ACAP. Cet outil permet de développer les parties logicielles et matérielles en utilisant des langages adaptés aux ingénieurs logiciels: C, C++, Python. Quelle que soit la cible, composant embarqué ou carte accélératrice à base de composant Xilinx intégrée dans un PC hôte, Vitis permet le développement et le déploiement d'applications utilisant toutes les capacités des composants Xilinx. Vitis dispose de toute une série de librairies [26]couvrant un large choix de domaines : Intelligence artificielle, traitement d'images, finance, sécurité, maths…

## Technologies
Xilinx est l'inventeur du FPGA, du SoC programmable (système sur une puce entièrement programmable : logique et entrées/sorties) et maintenant de l'ACAP.